# Карнегијева библиотека
Карнегијева библиотека је библиотека изграђена новцем који је донирао шкотско-амерички предузетник и филантроп Ендру Карнеги. Укупно 2.509 Карнегијевих библиотека изграђено је између 1883. и 1929. године, укључујући неке које припадају јавним и универзитетским библиотечким системима.
У почетку су Карнегијеве библиотеке биле скоро искључиво на местима са којима је он имао личну везу — наиме у његовом родном месту у Шкотској и области Питсбурга у Пенсилванији, граду у ком је усвојен. Ипак, почев од средине 1899. значајно је повећао финансирање библиотека ван ових области. Како је финансирање Карнегијевих библиотека напредовало, веома мали број градова који су затражили грант, обавезујући се на услове за рад и одржавање, био је одбијен. До последњег гранта 1919. године, у САД је било 3.500 библиотека, од којих је скоро половина Карнегијевих. У Србији постоји једна Карнегијева библиотека — Универзитетска библиотека „Светозар Марковић”.

## Галерија
- Карнегијева библиотека саграђена 1901. у Гатрију
- Карнегијева библиотека саграђена 1904. у Акрону
- Карнегијева библиотека саграђена 1904. у Тајлеру
- Карнегијева библиотека саграђена 1908. у Хокитики
- Карнегијева библиотека саграђена 1910. у Килкенију
- Карнегијева библиотека сагрђена 1914. у Тампи
- Карнегијева библиотека саграђена 1914. у Бомонту
- Карнегијева библиотека саграђена 1915. у Сент Питерсбургу
- Карнегијева библиотека саграђена 1917. у Глену
- Карнегијева библиотека саграђена 1921. у Београду